# Vlag van Centraal-Bosnië

Vlag van Centraal-Bosnië (ratio 1:2)

De vlag van Centraal-Bosnië is een horizontale driekleur in de kleurencombinatie rood-wit-groen; in het midden van de witte baan staat het wapen van het kanton. De vlag is in gebruik genomen in 2002.
De kleurencombinatie rood-wit-groen verwijst naar de vlag van de Federatie van Bosnië en Herzegovina en naar de etnische herkomst van de meeste bewoners van Centraal-Bosnië: groen en wit staat voor de Bosniakken, rood en wit voor de Bosnische Kroaten. Daarbij moet opgemerkt worden dat deze symboliek niet formeel is vastgelegd, aangezien verwijzingen naar etniciteiten in overheidssymbolen in Bosnië en Herzegovina ongrondwettelijk zijn. De witte baan is twee keer zo breed als ieder van de andere twee banen.
Het wapenschild is een goudomrand schild en toont de bergen Vranica en Vlašic boven drie blauwe golvende lijnen. Boven de bergen is de achtergrond rood (links) en wit; rechtsboven staan drie blauwe zespuntige sterren. Onder de bergen is de achtergrond wit (links) en groen; linksonder staat een olijftak die vrede symboliseert.